# NGC 1604
NGC 1604 è una piccola galassia lenticolare situata nella costellazione dell'Eridano, a una distanza di circa 212 milioni di anni luce dalla nostra Via Lattea.

## Scoperta
La galassia è stata scoperta il 22 dicembre 1886 dall'astronomo statunitense Lewis Swift.

## Descrizione
Nella stessa regione di cielo sono presenti anche le galassie NGC 1600, NGC 1601, NGC 1603 e NGC 1606.